# El Pujabé
El Pijabé és una masia de Sant Feliu de Pallerols (Garrotxa) inclosa a l'Inventari del Patrimoni Arquitectònic de Catalunya.

## Descripció
Es tracta d'un edifici civil, de petites proporcions, orientat al sud i amb la teulada a dues vessants.
La casa està molt reformada i presenta totes les façanes arrebossades. A la part del darrere hi ha els corrals i la pallissa i al davant una petita era i unes corts de porcs, construïdes amb totxanes.

## Història
Al testament de Dulce, senyora d'Hostoles, fet el 17 de setembre de 1184 se cita "Puigaver" com una de les cases que posseïa a Sant Feliu de Pallerols i en feia donació al monestir de Santa Maria d'Amer.